# Абдулвахаб, Мохаммед
Мохаммед Абдулвахаб (также называют Абдулойхаби) (фр. Mohamed Abdouloihabi; род. 31 декабря 1959 года, Мджуаезь, Гранд-Комор, Территория Коморских Островов) — политический и государственный деятель Союза Коморских Островов. С 30 июня 2007 года президент автономного региона Нгазиджа, самого большого острова Коморского архипелага.
Юрист и ветеран политики, занимал несколько постов в национальных администрациях, в том числе был министром внутренних дел (октябрь 1994—апрель 1995), иностранных дел (апрель–сентябрь 1995) и юстиции (май–август 1996).

## Биография
Мохаммед Абдулвахаб родился в семье образованных арабоязычных мусульман. В 1970-х годах, ещё будучи подростком, активно участвовал в раблте деревенских и региональных ассоциаций родной префектуры Амбу (Гранд-Комор). В 1979 году, окончив начальную школу в Мджуаези и среднюю школу Саида Мохамеда Шейха, уехал учиться в Париж, где и получил в 1983 году степень юриста в Университете Париж-север XIII. Затем продолжил изучать право, поступив в Высший институт международных исследований, который окончил в 1985 году. В Университете Пантеон-Ассас получил степень магистра права со специализацией в области международного и европейского права.
В 1986 году Абдулвахаб начал работать начальником отдела фондовой биржи Коморских островов. В 1988 году он вернулся во Францию, где в 1990 году окончил Национальную школу магистратуры в Бордо. Затем Абдулвахаб начал юридическую карьеру в качестве следственного судьи в суде первой инстанции Морони. Через полтора года он был назначен генеральным секретарём Министерства юстиции и государственной службы, одновременно занимая должность генерального секретаря Коллектива коморских магистратов. В 1992 году Абдулвахаб вернулся в Моронийский суд первой инстанции, став заместителем председателя Трибунала высшей инстанции. В начале 1994 года он стал советником по правовым вопросам президента парламента Коморских Островов.
15 октября 1994 года Мохаммед Абдулвахаб начал свою политическую карьеру, заняв должность министра внутренних дел и децентрализации Коморских Островов. 14 апреля 1995 года он возглавил Министерство иностранных дел и сотрудничества. 21 марта 1996 года Абдулвахаб был назначен министром юстиции и по делам мусульман, отвечающим за отношения с арабо-мусульманскими учреждениями.
В 1996 году Абдулвахаб возвращается в юриспруденцию, став прокурором суда первой инстанции Морони. В конце того же года он стал президентом обвинительной палаты в Апелляционном суде Морони и занимал эту должность в течение 5 лет, до 2001 года.
С 2003 по 2006 год Абдулвахаб был президентом Французской федерации исламских ассоциаций Африки, Коморских островов и Антильских островов в регионе Прованс — Альпы — Лазурный Берег, а также младшим юристом в Marsylang, юридической консалтинговой фирме в Марселе.
В 2006 году он стал начальником штаба, отвечающего за оборону, при новом президенте Союза Коморских Островов Ахмеда Абдаллы Мохаммеда Самби. Он покинул этот пост после избрания президентом автономного региона Гранд-Комор 24 июня 2007 года, набрав 57,05 % голосов. Согласно результату референдума 2009 года наименования должности было изменено на губернатор. 23 мая 2009 года Абдулвахаб стал первым губернатором острова. В ноябре 2010 года, после двух с половиной лет пребывания у власти, он ушёл в отставку, чтобы позволить провести досрочные выборы.
В 2016 году принял участие в выборах президента Коморских Островов, где представлял Политический альянс за сохранение институтов и занял 15-е место, набрав 1377 голосов (1,24 %).
В 2020 году был избран президентом Коллегии адвокатов города Морони.